# Time Team
Time Team est une émission de télévision britannique diffusée sur la chaîne Channel 4 entre 1994 à 2013. Chaque épisode suit une équipe de spécialistes chargée de mener une fouille archéologique en l'espace de seulement trois jours.

## Historique
Le prototype de l'émission est produit en 1991 en 4 épisodes sous le nom Timesigns. Le lancement est mené par Tim Taylor, Mick Aston et Phil Harding, et produit par Jim Mower. Timesigns est bien accueilli et Channel 4 lance la diffusion de Time Team dès 1992.
Entre les saisons 5 et 6 (entre 1998 et 1999), le nombre d'épisodes par saison passe de 8 à 13. L'émission connait son apogée entre les saisons 9 et 12, avec des audiences atteignant les 3,5 millions de téléspectateurs. Pendant la saison 18, Time Team réunit 1,1 million de téléspectateurs par émission.
En juillet 2009, l'émission Time Team America est lancée aux États-Unis sur la chaîne PBS. Le premier épisode explore les environs du Fort Raleigh sur l'île Roanoke à la recherche de vestiges des premières constructions britanniques sur l'île,.
En 2011, pour la saison 19, Channel 4 décide de déménager la production de l'émission de Londres à Cardiff pour développer les centres de production régionaux. Du jour au lendemain, l'équipe technique de Time Team a été dissoute. L'audience baisse à 700.000 téléspectateurs par émission cette saison-là. En février 2012, la présentatrice et modèle Mary-Ann Ochota annonce son départ de l'émission, après des différends avec Mick Aston. En octobre 2012, la chaîne annonce ne pas reconduire Time Team pour 2013-2014 après 20 saisons à l'antenne,.

## Principe de l'émission
Le principe consiste à donner 3 jours aux archéologies de l'émission pour effectuer des explorations sélectionnées.
Avant chaque émission, les archéologues étudient le terrain à explorer, et un membre de l'équipe se rend sur place pour s'entretenir avec les archéologues locaux, obtenir les autorisations légales, négocier avec les propriétaires de terrain, consulter les archives locales, ... Le réalisateur visite également les lieux avant de démarrer les 3 jours de shooting. L'équipe de production est composée de 50 personnes.

## Émissions marquantes
En juin 2003, Time Team organise la plus grande opération d'excavation jamais réalisée en Grande-Bretagne, The Big Dig experiment.
En août 2006, l'équipe retrouve la table ronde d'Édouard III dans les jardins du château de Windsor.